# شوك (نبات)

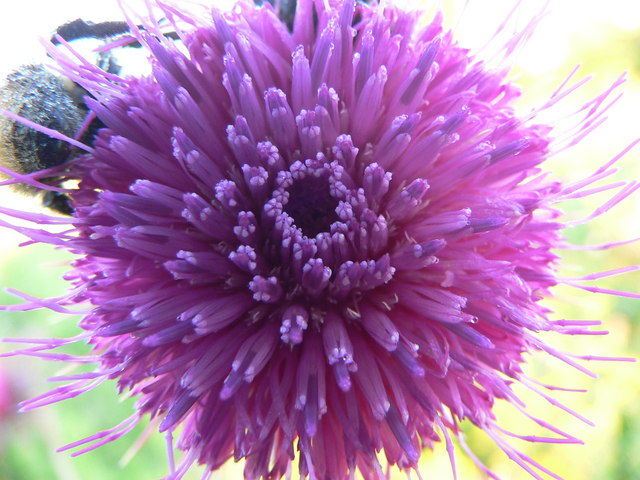

الشوكة المباركة أو الشَوْك هو الاسم الشائع لمجموعة من النباتات المزهرة التي تتميز بوجود أشواك حول أوراقها، أغلب هذه النباتات تنتمي إلى الفصيلة النجمية. وعادةً ما تتواجد الأشواك إما حول الأوراق أو الأزهار أو في أي جزء من أجزاء النبات.

## التصنيف
هذه أجناس من الفصيلة النجمية تُعتبر أشواكاً:
- لسان – شوك المسك.
- أداد – carline thistle
- قرطم – distaff thistle
- قنطريون – شوك النجم.
- بذر الشوك – sow thistle
- قصوان – الشوك الشائع.
- قنطريون مبارك – blessed thistle
- خرشوف – خرشوف سكوليمي، خرشوف
- قنفذي – globe thistle
- نباز – الشوك السوري.
- شوك القطن.
- سكوليمس – الشوك الذهبي أو شوك المحار.
- سلبين – شوك الجمل أو شوك الحليب.
- تفاف (نبات) – sow thistle